# Виролайнен, Роман Эрикович
Роман Эрикович Виролайнен (бел. Раман Віралайнэн; 28 июля 1981, Петрозаводск, Карельская АССР, СССР) — российский лыжник. Представлял Беларусь на зимних Олимпийских играх 2002 в Солт-Лейк-Сити.

## Биография
Первый тренер — Петров Борис Федорович (Петрозаводск, Республика Карелия). В 1998 году стал чемпионом России среди юношей, летом перешёл в состав сборной Беларуси, за которую и выступал на зимних Олимпийских играх 2002 в Солт-Лейк-Сити: стартовал в четырёх гонках: спринт — 27 место, 15 км свободным стилем — 13 место, гонка преследования 15+15 км — 30 место, эстафета 4х10 км — 10 место.
В 2007 году женился на российской биатлонистке Дарье Резцовой, дочери Анфисы Резцовой. В том же году у них родился сын Даниэль.